# Ricardo Pascale
Ricardo Pascale Cavalieri (Montevideo, 29 de agosto de 1942 - 26 de enero de 2024) fue un economista, profesor y escultor uruguayo. Presidente del Banco Central del Uruguay (1985-1990 y 1995-1996).
En la esfera política siempre estuvo cercano al Partido Colorado, en particular al Foro Batllista.

## Ámbito académico
Ricardo Pascale era Doctor en Sociedad de la Información y del Conocimiento por la Universidad Abierta de Cataluña (2007), donde aprobó su tesis doctoral con la calificación de Sobresaliente Cum Laude. Entre 1975 y 1976 estudió en la Universidad de California, Los Ángeles, donde recibió el Diploma de Estudios Posdoctorales en Finanzas. En 1969 estudia en el Instituto de Desarrollo Económico del Banco Mundial, Whasintong DC., siendo Fellow del mismo. Previamente en 1966, se había graduado de Contador Público en la Universidad de la República.
Fue catedrático de Finanzas de la Facultad de Ciencias Económicas y de Administración de la Universidad de la República desde 1969, cátedra que funda en el Uruguay, cargo que obtuvo por concurso de oposición y méritos. 

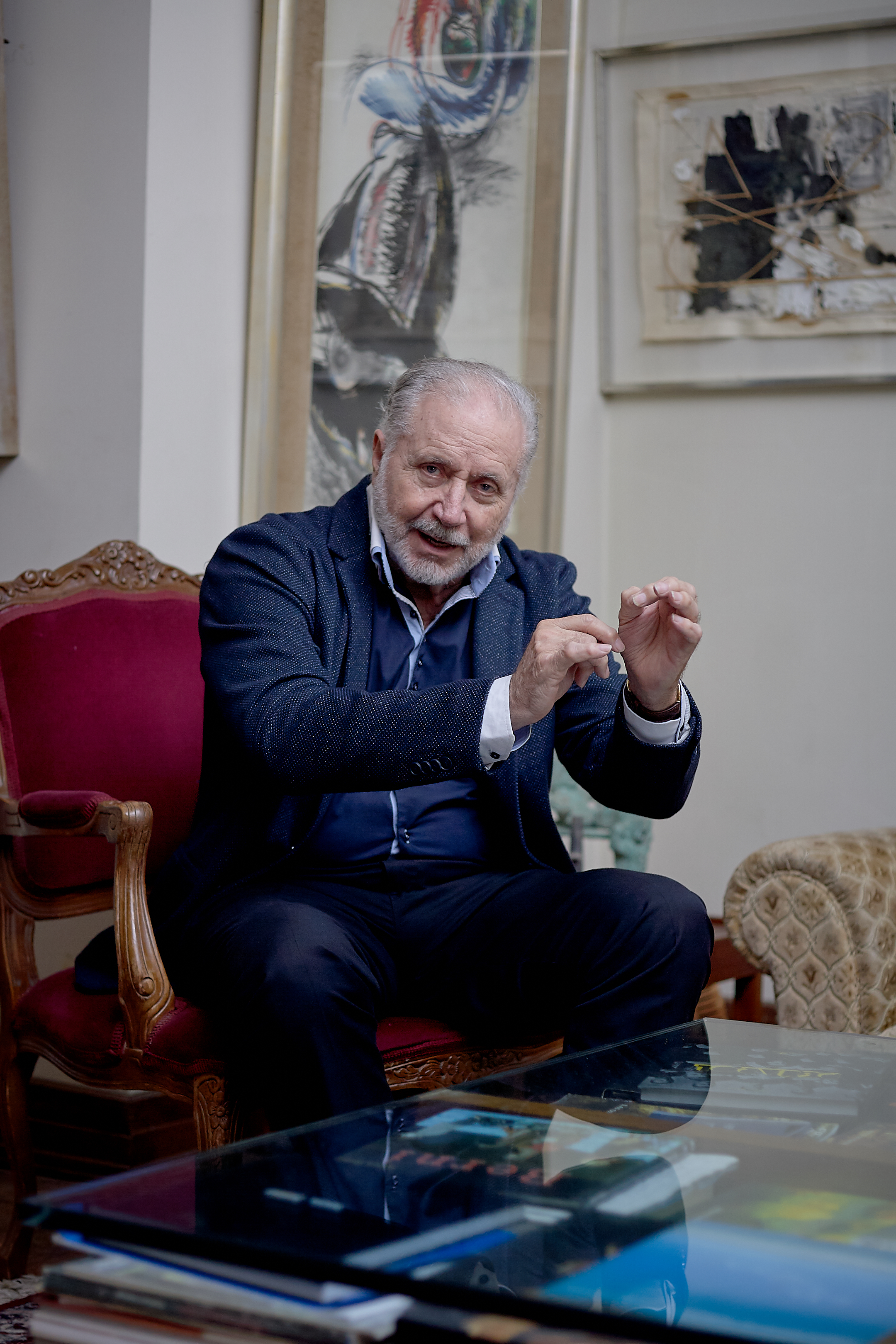
Ricardo Pascale

En 2015 al concedérsele el título de Profesor Emérito de la Universidad de la República (la mayor distinción académica que puede otorgar esa institución, el Decano de la misma destacó que el Prof. Pascale era "el padre de las Finanzas en el Uruguay y uno de los mayores especialistas internacionales en el área").  
Así en 1969 llega a ser catedrático de Finanzas, creando la primera cátedra en el tema en la historia universitaria del Uruguay a la edad de 26 años. 
Desde 2012 fue catedrático de Finanzas en Posgrados, Maestrías y Doctorados. En 1999 crea el primer posgrado en Finanzas del Uruguay y en 2005 crea en el seno de la UdelaR, la primera maestría en Finanzas de Uruguay. 
Fue profesor invitado de finanzas en diversas universidades de Argentina, Chile, Brasil, Perú, Costa Rica, España, Italia y Estados Unidos. 
Autor de varios libros, entre los que se destaca Decisiones Financieras 6.ª Edición, Pearson Prentice-Hall (2009), que es texto de estudio habitual en numerosas universidades de Hispanoamérica.
En 2021 publica "Del Freno al Impulso, Una propuesta para el Uruguay futuro”, Editorial Planeta – Uruguay. Esta obra que ha tenido varias ediciones, pone el foco en el futuro y cuál es la alternativa que tiene que tomar Uruguay para no seguir alejándose del mundo más dinámico y próspero. Pascale no se queda solo en detectar los problemas, sino que ingresa en como resolverlos. Insiste que hoy rara vez se habla del futuro, lo nubla la inmediatez y señala que vive una tiranía del corto plazo, sin tener bien claro el rumbo hacia donde se va. Uruguay tiene problemas económicos desde mediados del siglo XX. Hay diagnósticos que ponen de relieve que tiene un rezago comparado con países que eran nuestros referentes. Su PIB per cápita se va separando de esos países, y aún peor, de otros que hasta hace pocas décadas se podría comparar, como Nueva Zelanda. El Dr. Pascale deja clara una gran elección. O se sigue en una vieja economía que produce básicamente bienes de consumo o productos industriales de baja o media tecnología, donde la volatilidad de los precios de su producción, fijados por otros, somete a nuestra economía a fluctuaciones cíclicas no deseadas, que se reflejan negativamente en el bienestar de la población.  damos por Según el autor esto es darse por vencidos y seguir un camino que profundice el fracaso. O, Uruguay toma una alternativa más promisoria. En ésta, la economía debería pasar de la forma más perentoria, a una economía que se base en mayor proporción en la incorporación de conocimiento, ciencia, tecnología e innovación destinadas a la producción de sus bienes y servicios, de un valor único y mayor valor agregado. El autor considera que Uruguay tiene una oportunidad de transformarse, en etapas, pero con un rumbo claro y un futuro esperanzador para el bienestar de su sociedad.
Su última publicación de 2023, “El Uruguay que nos debemos. Convergencia y sociedad del conocimiento”. Editorial Planeta - Uruguay. Profundizando en el camino que Uruguay debe tomar para ingresar en una economía basada en el Conocimiento pone el foco en el futuro y sus claves para mejorarlo. Pascale considera que: "Debemos sentirnos orgullosos de nuestro país, entre otras cosas, por su democracia y civilidad, por el respeto a la Ley y su baja corrupción.
Empero, no tenemos una buena relación con el futuro e ignorarlo es muy costoso. Al no poseer una clara estrategia de desarrollo a largo plazo, divergimos por décadas. Nuestro PIB per cápita se alejó del de los países que fueron nuestros referentes. En 1950 nuestro PIB per cápita era muy superior al de Alemania, Italia, España, Japón o Finlandia. Hoy, nuestro PIB per cápita es muy inferior al de esos países, lo que implica menor bienestar y oportunidades, peor educación y salud, y los talentos emigran.
Entre 1960 y 2019, Uruguay creció a un promedio anual del 2,18%, mientras que los países más avanzados lo hicieron entre el 2,5 y 3.5%, y más aún.
De seguir a esas tasas, profundizaremos la divergencia. Para alcanzar a los países más avanzados debemos crecer por años más que ellos. O sea, converger. La pregunta que el libro responde con soluciones concretas, usando un lenguaje no técnico es: ¿Por qué divergimos y cuál es la estrategia para converger?.
Con enfoque fordiano y de commodities, y escasas excepciones, no convergeremos. El reto es, dar un salto de productividad y genuina competitividad.
Para converger se propone ingresar cuanto antes en una economía basada en el conocimiento, y se tratan los elementos claves para ello como: educación, inserción internacional, ciencia, tecnología, la respuesta creativa e innovación, transferencia de conocimiento e instituciones.
La idea, mediante esta profusa y lucida reflexión es contribuir, si es posible, a una solución, y estimular a pensar en el problema y actuar para evitar atrasarnos más. Seguir en el camino actual no es aconsejable. Nos llevará a mayor divergencia y crecientes dificultades económicas y como sociedad".
Otras publicaciones, Economía y Confianza. Cómo se evitó el derrumbe 1985-1989 Ed. Fin de Siglo (2012), hace un análisis crítico e histórico del difícil periodo del que fue protagonista directo del diseño de la política económica, mostrando las falencias de la teoría tradicional en contextos de pérdida aguda de confianza sistémica cuando Uruguay retornaba a la democracia en 1985. En 2010 publica, En Busca de la Confianza Perdida, en coautoría con su hijo, Pablo, donde analizan la crisis del subprime a fines de la primera década del siglo XXI.
Su producción académica cuenta con un centenar de artículos científicos,  publicados, en revistas referadas.
En el mundo académico de las finanzas, es bien conocido por haber hecho los primeros estudios sobre las finanzas en Uruguay en los 70 y 80 y, su reciente puesta al día de las mismas en 2013, en “Una anatomía de las finanzas en Uruguay”. En este mismo año produce “Los factores determinantes de la rentabilidad de las empresas en Uruguay” (2013) y  “La productividad total de los factores de las empresas en Uruguay” (2013). Asimismo es autor del modelo que habitualmente se reconoce por su nombre, para predecir serios problemas financieros en las empresas: “A model to predict serious financial problems in manufacturing firms: the case of Uruguay” publicado en The Journal of Banking and Finance, North Holland, (1988), así como el modelo que desarrollara junto al Prof. Nabil Kouhry, “Firm cash reserves: a model for optimization”, (1976),  University of California, Los Ángeles. 
Fue Presidente del Banco Central del Uruguay en dos oportunidades. La primera, con el retorno del país a la democracia, ocupó el cargo entre 1985 y 1990. Posteriormente lo volvió a ocupar entre 1995 y 1996. Bajo su presidencia en el organismo, creó en 1986 las Jornadas Anuales de Economía del Banco Central del Uruguay.
Entre 1967 y 1968 fue director del Departamento de Finanzas del Ministerio de Transporte y Obras Públicas de Uruguay. Fue asesor económico de dicho Ministerio entre 1968 y 1984. Ha sido y es asesor contratado por Naciones Unidas, Banco Mundial, Banco Interamericano de Desarrollo, ALADI, Fondo Monetario Internacional, Organización de los Estados Americanos y ONUDI, habiendo cumplido misiones en numerosos países de América Latina y Europa del Este.
Columnista frecuente de distintos medios de comunicación de su país y del extranjero.

## Otras actividades
Realizó otras actividades en instituciones académicas y culturales:
- Presidente del Consejo de Administración del Instituto Pasteur de Montevideo, Uruguay

- Miembro de la Comisión de Ética de la Investigación UDELAR (Universidad de la República, Uruguay)

- Presidente de la Comisión de Ética del Colegio de Contadores y Economistas del Uruguay

- Miembro de la Comisión Nacional de Artes Visuales. MEC Ministerio de Educación y Cultura. Uruguay.

- Presidente Fundador de la Cámara de Comercio Uruguay Italia 2018

- Miembro de la Joseph A. Schumpeter International Society

- Académico de Honor y de número  de la Academia Nacional de Economía del Uruguay y Miembro del Consejo Directivo de la misma.

- Fue asimismo Miembro de: American Economic Association, de la American Finance Association, de la Financial Management Association, de la Asociación de Profesores de Finanzas de la Argentina, de la Sociedad de Economistas del Uruguay, del Colegio de Economistas y Contadores del Uruguay, de la Comisión Fulbright, Uruguay, del Consejo Directivo del Centro de Estudios Financieros del Uruguay, de la Asamblea Nacional de la Cultura, constituida al ser designada en 1997, Montevideo Ciudad Iberoamericana de la Cultura, del Claustro General de la Universidad por el orden Docente en varios períodos (Universidad de la República), del Claustro de la Facultad de Ciencias Económicas por el orden Docente en varios periodos. (Universidad de la República), del Consejo Directivo de la Facultad de Ciencias Económicas, de la Universidad de la República, Uruguay orden Docente por él en varios períodos, del Consejo Directivo de la Fundación Amigos del Museo de Artes Visuales, Montevideo, de la Instituto Italiano di Studi Internazionali (Milán), del Rotary Club de Montevideo, del Consejo Directivo y del Comité Asesor Internacional de la Fundación Batuz, Washington D. C. (Literatura, artes, ciencia política), del Consejo Académico Editorial de la Revista Quantum, (F. de Ciencias Económicas, Uruguay), Editor de la Revista Guía Financiera (Montevideo, Uruguay), del Consejo Directivo de la Fundación de Amigos del Teatro Solís, de la Comisión de Ética de la Investigación de la Facultad de Ciencias Económicas y de Administración, de la Comisión de Ética Profesional del Colegio de Contadores, Economistas y Administradores del Uruguay, de la Asociación de Amigos del Pabellón - Venecia, e Integrante de la Comisión de Amigos de la Quinta Vaz Ferreira.

## Honores y distinciones
En 2022 recibe el "Riconoscimento D´Onore" della Comune di Satriano di Lucania, "Orgoglio lucano, uomo di arti e cultura, protagonista del mondo della Finanza in Uruguay e nel mondo". Satriano di Lucania.
En 2021 es designado "Académico de Honor" de la Academia Nacional de Economía, en reconocimiento al valioso aporte al quehacer nacional, al pensamiento económico y al desarrollo de la innovación en Uruguay. 
En 2021 recibe el grado de “Commendatore" dell´Ordine della Stella D´Italia, por su excepcional trayectoria académica y artística.
En 2021, Premio Letterario Caccuri a la “Eccellenze italiane nel mondo”, Accademia dei Caccuriani. Calabria, Italia. "Per il suo impegno in campo economico e artístico, per aver sviluppato il servizio pubblico in particolare a favore dei piú deboli e per aver creato il Premio Figari.
En 2018 - "Premio Paul Harris" - Fundación Rotaria Internacional, “Por la efectiva y excelente labor desarrollada en beneficio de la comprensión y las relaciones de amistad entre os pueblos del mundo”.
En 2017 recibe el  "Premio “Alas” – InterArte – Categoría Artes Visuales.
En 2015 recibe el título de "Profesor Emérito" de la Universidad de la República. 
En 2012 recibe el “Diploma di gratitudine al merito della provincia di Potenza”, “por ser testimonio del talento lucano en el mundo, orgullo en nuestra comunidad, ejemplo luminoso de hombre de arte y de ciencia.” 
En 2011 es  designado "Miembro de Honor" de la Sociedad Argentina de Profesores en Finanzas.
En 2009, recibe el "Premio Rioplatense Rotary Club" otorgado por el Rotary Club de Buenos Aires y el Rotary Club de Montevideo “como homenaje y en reconocimiento a las múltiples expresiones de sus superiores valores en las vidas de nuestros países”. 
En 2005 se le confirió el título de "Cavaliere della Reppublica Italiana" por sus contribuciones en campo de las ciencias y de las artes.
En 2005 recibe el Premio Morosoli en la categoría de Escultor, 
En 2003 es declarado "Cittadino Onorario di San Fele", Italia, localidad originaria de sus padres; por su contribuciones a la ciencia y a las artes. 
En 2003 se le otorga la distinción de "Cartero Honorario del Uruguay".
Así mismo, ha sido distinguido en numerosas universidades y eventos académicos.

## Ámbito artístico
Comenzó a estudiar dibujo y pintura desde niño. En 1989 ingresó al Centro de Expresión Artística (CEA) dirigido por el artista plástico Nelson Ramos, donde trabajó durante cuatro años. Su tránsito del dibujo, el collage, el óleo, técnicas mixtas, acrílicos, finalmente fue derivando hacia relieves en maderas duras, para continuar su camino hacia la escultura, donde finalmente centró su actividad. En ella recibió asiduamente las observaciones y consejos de Manuel Espínola Gómez y Alfredo Testoni Lauriti. 
En 1995 Ramos lo impulsa a que realice su primera muestra individual, que se efectúa en la Alianza Cultural Uruguay-Estados Unidos de Montevideo. Ese año presenta una muestra individual en Buenos Aires, Argentina, las primeras de una serie de exposiciones nacionales e internacionales que seguirán a lo largo de su trayectoria, desde entonces exhibe muestras individuales y colectivas en forma incesante en Uruguay, Argentina Brasil, Perú, Chile, México, Ecuador, Estado s Unidos, España, Italia.  
En 1995, siendo presidente del Banco Central del Uruguay -por sugerencia de Jorge Abbondanza- creó el Premio Figari que reconoce la trayectoria de artistas visuales en actividad.
Su destaque en la escultura lo llevó a representar a Uruguay en la Bienal de Venecia en 1999, así como en la Bienal de Cuenca, donde acudió como artista invitado por los organizadores.
Asimismo, comenzó la creación de una pinacoteca para el banco, siendo entonces los curadores de la misma Alicia Haber, Nelson Di Maggio y Alfredo Torres. Dicha pinacoteca es actualmente una importante colección de arte contemporáneo uruguayo.
Sus obras participan entonces de muestras individuales y colectivas en el Museo Nacional de Artes Visuales de Uruguay; en el Museo Blanes del Uruguay, en el Museo de Bellas Artes de Santiago de Chile; en el Museo de la Nación de Lima, Perú; en el Museo del Hombre y Fundación Guayasamín en Quito, Ecuador; en el Museo de Arte Moderno de México DF; en el Museo del Barro en Asunción, Paraguay; en el Centro de Exposiciones Joan Miró de Madrid; y en la Fundación Batuz, Alemania.  
Fallece el 26 de enero de 2024 a los 81 años.

## Libros
- 2023, “El Uruguay que nos debemos. Convergencia y sociedad del conocimiento”. Editorial Planeta, Uruguay.
- 2021, “Del freno al Impulso. Una propuesta para el Uruguay futuro”. Editorial Planeta, Uruguay.
- 2018, “Miradas”. Coautor junto a Enrique V. Iglesias y Mario Bergara. Banco Central del Uruguay
- 2017, “Tratado de Finanzas”.  Cap. III “Valor Tiempo del Dinero- Valor en Riesgo”. Thomson Reuters La Ley. Buenos Aires, Argentina.
- 2017, “Tratado de Finanzas”.  Cap. XII. Elementos y Diseño del Flujo de Fondos”. Thomson Reuters La Ley. Buenos Aires, Argentina.
- 2012, “Economía y Confianza.  Como se evito el derrumbe, 1985-1989”, Editorial Fin de Siglo, Montevideo.
- 2009, “Decisiones Financieras” (2009, 2005, 2003, 1998, 1992, 1985);
- 2010, "En Busca de la Confianza Perdida", en coautoría con Pablo Pascale , Ediciones de la Plaza
- 2002, "La Imagen en la Búsqueda" Ediciones de la Plaza
- 1993, “Finanzas de las Empresas Uruguayas”, BCU
- 1990, “Conferencias de Política Económica” Instituto del Libro
- 1980, “Ensayos en Finanzas” UdelaR
- 2000, “La Predicción de Serios Problemas Financieros con Redes Neuronales Artificiales – El Caso Argentino”, CECEA, Facultad de Ciencias Económicas y de Administración
- 1988, “A Multivariate Model to Predict Firm Financial Problems: The Case of Uruguay” Studies in Banking and Finance 7
- 1985, “How the Financial Statements of Uruguayan Firms in 1973-81 reflected Stabilization and Reform Attempts”, World Bank Staff Working Papers.

## Esculturas

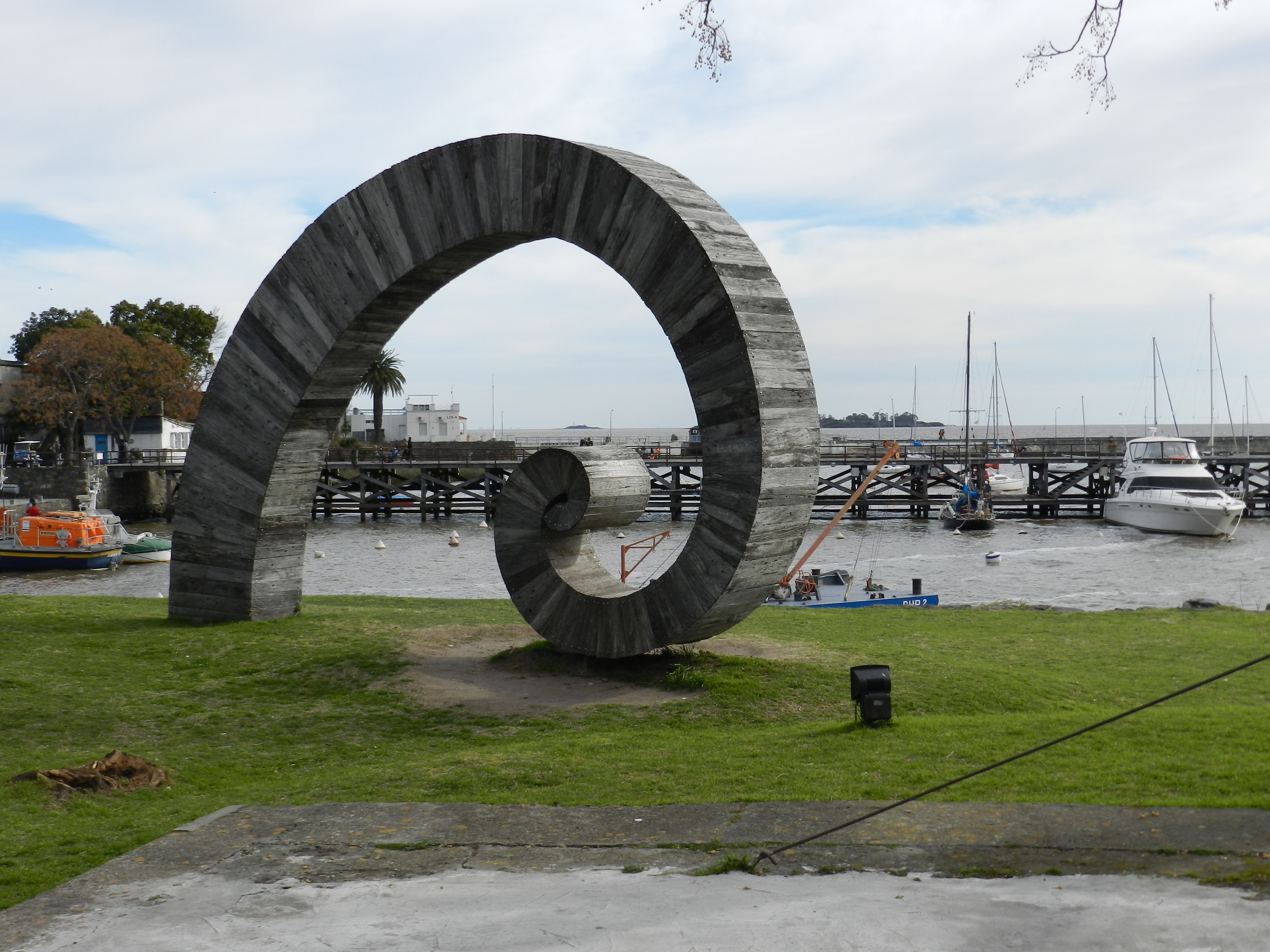
La gran función, Colonia del Sacramento en 2000.

En espacios y edificios públicos se encuentra una parte considerable de su producción artística: 
- 2022, "100+"  Club del Golf del Uruguay - Montevideo, Uruguay.
- 2022, "Chafalote" 19 de abril - Rocha, Uruguay
- 2020, "Timbensis" Punta del Este, Uruguay
- 2019 "La Nostra Croce I", Ciudad del Vaticano, Roma, Italia. Regalo del pueblo de San Fele a su Eminencia el Papa Francisco. Italia  El Papa Francisco bendice a Ricardo Pascale en 2019.

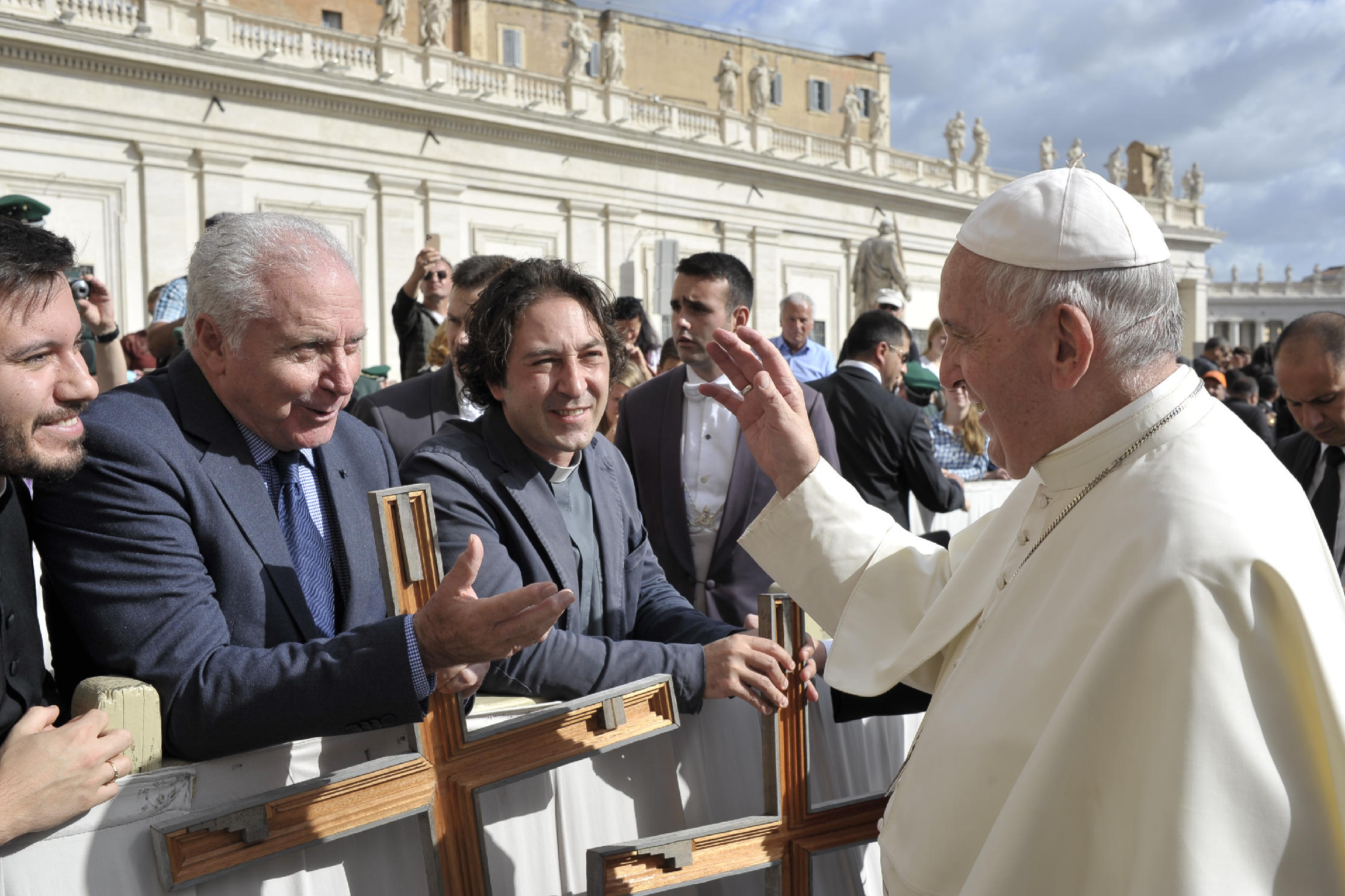
El Papa Francisco bendice a Ricardo Pascale en 2019.

- 2019, "La Nostra Croce II", Parroquia Santa María della Quercia, San Fele, Italia en homenaje a San Giustino de Jacobis patrono de San Fele.
- 2019, "Homenaje a Heriberto P. Coates" – 100 años Rotary Montevideo, Uruguay
- 2011, "Otra Ilusión Nocturna" Punta del Este, Uruguay
- 2008, "Tramonto", Estancia Vik, José Ignacio, Punta del Este, Uruguay.
- 2008, "Catorce Orientales", Fundación Atchugarry, Punta del Este, Uruguay.
- 2006, "100 años del Rotary Internacional”, Punta del Este, Maldonado, Uruguay.
- 2006, "Después”, Las Cumbres, Maldonado, Uruguay.
- 2005, "La gran serie de F”. Museo Nacional de Artes Visuales, Montevideo, Uruguay.
- 2005, "De buena base”, Montevideo, Uruguay.
- 2004, "Antropología de la Memoria”. Terminal Logística M’Bopiquá de la firma española ENCE, Fray Bentos, Uruguay.
- 2003, "Gran Viejo Smoking". Bibliotheca Alexandrina, Alejandría, Egipto.
- 2003, "Awakening in D.C.”. Washington D. C., USA en los jardines del frente de la Embajada Uruguaya en esa capital.
- 2002, "Ilusi,ón Nocturna”. Parque de las Esculturas, para el Kunst Museum Bonn. Alemania.
- 2001, "Barricas de mi bodega”. Establecimiento Juanicó, Canelones, Uruguay.
- 2001, "Hommage a la Correspondance III”. Sans Souci Park, Potsdam, Alemania.
- 2001, "Catorce Orientales”. Parque de la República Oriental del Uruguay, Lima, Perú.
- 2001, "Viejo Muelle”, Nueva Palmira. Colonia, Uruguay.
- 2000, "Memorial de Paso Pache", Florida, Uruguay.
- 2000, "La Gran Función”. Bastión del Carmen, Colonia del Sacramento, Uruguay.
- 2000, "Omaggio a Ca’Foscari”. Cortile de la Università Ca’Foscari, Venecia, Italia.
- 2000, "Viejo Lobo de Mar”, Museo de Arte Contemporáneo, Chicago, USA.
- 1999, "Amanecieno Verticalmente”. Obra ubicada en el Edificio de Naciones Unidas, New York, USA.
- 1998, “Hommage à la Correspondance II”, Parque de las Esculturas del Edificio Libertad, Montevideo, Uruguay. Abril.
- 1995, “Hommage a la Correspondance I”, Batuz Foundation, Altzella (Dresde), Alemania. Octubre.